# Храм святителя Миколая (Лісовий масив)
Храм святителя Ніколая (пам'яті жертв ІІ Світової війни) — православний храм в Києві, знаходиться на Лісовому масиві. Настоятель — ієрей Феодор Золотницький. Храмове свято — 22 травня, 19 грудня.
Перший молебень відбувся 21 травня/3 червня 1999 року, перша літургія — 6/19 грудня 1999 року. Храм розміщується в пристосованому приміщенні — в будівлі колишнього магазину «Спорттовари». Планується будівництво типового храму.
В храмі зберігаються ікони багатьох святих з частинками мощей: «Собор Карпаторусських святих», «Свт. Миколай Мирликійський», «Вмч. Варвара», «Св. Феодор Тирон», «Св. ап. Пилип», «Св. мч. Людмила», «Прп. Серафим Саровський», «Прп. Нікон іг. Печерський», «Свт. Спиридон Тримифунтський», «Прп. Григорій Чудотворець», «Прп. Микола Святоша», «Покров Прясвятої Богородиці», «Прп. Ілля Муромець», «Прпп. Герман і Савватій Соловецькі», «Прпп. Амфілохій і Іов Почаєвські», «Свт. Тіхон Задонський».